# Ayette
Ayette is een gemeente in het Franse departement Pas-de-Calais (regio Hauts-de-France) en telt 327 inwoners (2015). De plaats maakt deel uit van het arrondissement Arras.

## Geografie
De oppervlakte van Ayette bedraagt 5,2 km², de bevolkingsdichtheid is 62,8 inwoners per km².
De onderstaande kaart toont de ligging van Ayette met de belangrijkste infrastructuur en aangrenzende gemeenten.

## Demografie
Onderstaande figuur toont het verloop van het inwonertal (bron: INSEE-tellingen).

## Bezienswaardigheden
- Op het grondgebied van de gemeente bevinden zich twee Britse militaire begraafplaatsen met gesneuvelden uit de Eerste Wereldoorlog, namelijk: Ayette British Cemetery en Ayette Indian and Chinese Cemetery.